# Somatochlora ensigera
Somatochlora ensigera ist eine Libellenart aus der Familie der Falkenlibellen (Corduliidae), die zu den Großlibellen (Anisoptera) gehören. 

## Merkmale

### Imago
Die Imago von Somatochlora ensigera misst zwischen 48 und 51 Millimeter, wovon 35 bis 38 Millimeter auf den Hinterleib (Abdomen) entfallen, was innerhalb der Gattung durchschnittlich ist. Das primär bräunliche und ab dem vierten Segment schwarze Abdomen weist eine markante Musterung auf, die sich wie folgt zusammensetzt: Zwei großen Flecken sind im vorderen seitlichen Bereich des stark verdickten zweiten Segmentes situiert. Auf dem dritten Segment befinden sich die in der Gattung üblichen dreieckigen Flecken. Bei den Männchen kommt noch ein seitlicher Fleck am Ende des zweiten Segmentes dazu, der nach unten hin den Genitallappen zur Hälfte einfärbt. Die Hinterleibsanhänge (Cerci) sind schwarz.
Der Teil des Brustkorbes (Thorax), an dem die Flügel ansetzen, der sogenannte Pterothorax, ist sehr dunkel bräunlich rot. Dominiert wird sein Aussehen von zwei hellgelben Streifen und einem gleichfarbigen Fleck. Insgesamt ist der Pterothorax ganz leicht behaart. Die Hinterflügel messen 33 bis 35 Millimeter. Die Flügel sind durchsichtig und an der Basis leicht bernsteinfarben. Das Flügelmal (Pterostigma) ist schwarz.
Im Gesicht ist das Labrum orange und besitzt einen kleinen Punkt in der Mitte der Basis. Zudem ist es vorne schwarz gerandet. Die Frons ist auf der Oberseite metallisch grün, weiter unten befinden sich zwei gelbe, seitliche Linien. Das Occiput ist glänzend braun.

### Larve
Die Larve der Art ist bräunlich und zwischen 23,7 und 24,4 Millimeter lang, wovon circa 13,2 Millimeter auf das Abdomen entfallen. Der ovalförmige Hinterleib hat seine weiteste Stelle auf Höhe des fünften und sechsten Segmentes. Ferner ist er bis zum neunten Segment am Rand mit mittellangen Borsten besetzt. Auch die Tergite der ersten neun Segmente sind am nach hinten gewandten Rand mit Borsten besetzt. Dazu gesellen sich noch auf dem vierten bis neunten Segment befindliche dorsale Haken und laterale Dornen auf den Segmenten acht und neun. Die Flügelscheide misst 6,31 bis 6,60 Millimeter.
Der sich nach hinten weitende Thorax erreicht auf Höhe des Mesothorax eine Breite von circa 6,3 bis 6,4 Millimetern, was der Breite des Kopfes entspricht. Wie am Abdomen finden sich am Thorax Borsten. Diese sitzen hier auf den seitlichen Rändern, auf den Coxae und auf dem Sternum.
Der Kopf ist ungefähr doppelt so breit wie lang und besitzt ein konkaves Occiput. Kleine Borsten bilden vereinzelt Linien und kumulieren sich an verschiedenen Stellen. Die Fühler sind gut viereinhalb Millimeter lang und auf den beiden basalen Segmenten wiederum mit Borsten besetzt. Das Labium reicht bis knapp auf die Höhe des mittleren Beinpaares. Es gibt sieben bis acht Taster- und zwölf bis fünfzehn Prämentalborsten.
Die dunkelgelben Beine besitzen auf den Femora zwei bräunliche Bänder.

## Verbreitung und Flugzeit
Die Art ist im Inneren des nordamerikanischen Kontinents in den Vereinigten Staaten und Kanada verbreitet. Sie fliegt zwischen Juni und August.